# Pinnau (Amt Neuhaus)
Pinnau (niederdeutsch Pinnau) ist ein Dorf im Ortsteil Tripkau der Gemeinde Amt Neuhaus in Niedersachsen.

## Geographie
Der Ort liegt drei Kilometer nordöstlich von Hitzacker auf der anderen Seite der Elbe an der B195 im Biosphärenreservat Niedersächsische Elbtalaue.

## Geschichte
Für das Jahr 1848 wird angegeben, dass Pinnau 23 Wohngebäude hatte, in denen 219 Einwohner lebten. Zu der Zeit war der Ort nach Kaarßen eingepfarrt, die Schule befand sich im Ort. Am 1. Dezember 1910 hatte Pinnau im Kreis Bleckede 438 Einwohner. Im Rahmen der Gebietsänderungen in Mecklenburg wurde Pinnau am 1. Juli 1950 nach Tripkau eingemeindet. Nach der deutschen Wiedervereinigung wechselte der Ort am 30. Juni 1993 aus Mecklenburg-Vorpommern nach Niedersachsen in den Landkreis Lüneburg. Am 1. Oktober 1993 wurde Tripkau mit Pinnau in die Gemeinde Amt Neuhaus eingemeindet.